# Gironniera
Gironniera é um gênero botânico pertencente à família Cannabaceae...